# Cuiry-lès-Chaudardes
Cuiry-lès-Chaudardes es una comuna francesa, situada en el departamento de Aisne, de la región de Alta Francia.

## Demografía
| 42 | 41 | 28 | 26 | 35 | 42 | 82 | 73 |
| Para los censos de 1962 a 1999 la población legal corresponde a la población sin duplicidades (Fuente: INSEE [Consultar]) |    |    |    |    |    |    |    |